# Bignoux
Bignoux és un municipi francès situat al departament de la Viena i a la regió de la Nova Aquitània. L'any 2007 tenia 1.040 habitants.

## Demografia

### Població
El 2007 la població de fet de Bignoux era de 1.040 persones. Hi havia 387 famílies de les quals 70 eren unipersonals (33 homes vivint sols i 37 dones vivint soles), 121 parelles sense fills, 175 parelles amb fills i 21 famílies monoparentals amb fills.
La població ha evolucionat segons el següent gràfic:
Habitants censats

### Habitatges
El 2007 hi havia 416 habitatges, 395 eren l'habitatge principal de la família, 7 eren segones residències i 14 estaven desocupats. 400 eren cases i 14 eren apartaments. Dels 395 habitatges principals, 305 estaven ocupats pels seus propietaris, 83 estaven llogats i ocupats pels llogaters i 6 estaven cedits a títol gratuït; 1 tenia una cambra, 16 en tenien dues, 30 en tenien tres, 96 en tenien quatre i 252 en tenien cinc o més. 331 habitatges disposaven pel capbaix d'una plaça de pàrquing. A 110 habitatges hi havia un automòbil i a 265 n'hi havia dos o més.

### Piràmide de població
La piràmide de població per edats i sexe el 2009 era:
| Homes | Edats   | Dones |
| ----- | ------- | ----- |
| 0     | 95 o +  | 0     |
| 0     | 90 a 94 | 0     |
| 4     | 85 a 89 | 4     |
| 0     | 80 a 84 | 8     |
| 8     | 75 a 79 | 8     |
| 8     | 70 a 74 | 12    |
| 12    | 65 a 69 | 24    |
| 12    | 60 a 64 | 8     |
| 24    | 55 a 59 | 24    |
| 40    | 50 a 54 | 20    |
| 48    | 45 a 49 | 72    |
| 56    | 40 a 44 | 56    |
| 36    | 35 a 39 | 44    |
| 40    | 30 a 34 | 32    |
| 24    | 25 a 29 | 28    |
| 40    | 20 a 24 | 32    |
| 68    | 15 a 19 | 20    |
| 40    | 10 a 14 | 40    |
| 44    | 5 a 9   | 32    |
| 8     | 0 a 4   | 24    |

## Economia
El 2007 la població en edat de treballar era de 721 persones, 547 eren actives i 174 eren inactives. De les 547 persones actives 517 estaven ocupades (265 homes i 252 dones) i 31 estaven aturades (17 homes i 14 dones). De les 174 persones inactives 55 estaven jubilades, 94 estaven estudiant i 25 estaven classificades com a «altres inactius».

### Ingressos
El 2009 a Bignoux hi havia 409 unitats fiscals que integraven 1.057 persones, la mediana anual d'ingressos fiscals per persona era de 20.609 €.

### Activitats econòmiques
Dels 22 establiments que hi havia el 2007, 1 era d'una empresa alimentària, 2 d'empreses de fabricació d'altres productes industrials, 5 d'empreses de construcció, 4 d'empreses de comerç i reparació d'automòbils, 2 d'empreses de transport, 1 d'una empresa d'hostatgeria i restauració, 1 d'una empresa financera, 2 d'empreses de serveis, 2 d'entitats de l'administració pública i 2 d'empreses classificades com a «altres activitats de serveis».
Dels 7 establiments de servei als particulars que hi havia el 2009, 1 era un guixaire pintor, 1 fusteria, 1 lampisteria, 2 electricistes i 2 perruqueries.
Dels 5 establiments comercials que hi havia el 2009, 1 era una fleca, 3 carnisseries i 1 una botiga de mobles.
L'any 2000 a Bignoux hi havia 7 explotacions agrícoles.

## Equipaments sanitaris i escolars
El 2009 hi havia una escola elemental.

## Poblacions més properes
El següent diagrama mostra les poblacions més properes.